# Call to Action
Call to Action est une association qui défend plusieurs causes à l'intérieur de l'Église catholique romaine, en particulier aux États-Unis d'Amérique, notamment à travers la contestation de plusieurs éléments de la doctrine sociale de l'Église.
Call to Action exige en outre l'ordination des femmes, la fin du célibat sacerdotal, un changement de l'enseignement officiel sur l'adultère, la contraception, l'avortement, l'homosexualité, l'euthanasie, ainsi qu'une démocratisation de l'ecclésiologie catholique.
Cette association est issue du mouvement de contestation intellectuelle à l'encyclique Humanae Vitae de 1968. En 1971, à la suite d'un appel en faveur de la justice sociale, les évêques américains ont organisé un appel militant destiné à lutter contre les problèmes de société, mais ce projet militant s'est bientôt transformé en un mouvement de réformisme à l'intérieur même de l'Église.
Le père Andrew Greeley a décrit la genèse du mouvement comme étant de nature radicale, égalitariste et intellectuelle, décrivant l'organisation comme étant en opposition avec la vieille gauche catholique, qui fut plutôt axée sur le pragmatisme, le syndicalisme et le populisme.
En 1995, une conférence de Call to Action rassembla un grand nombre de personnalités du courant dissident et réformiste de l'Église, dont Hans Kung, Jacques Gaillot et Thomas Gumbleton.
Call to Action a été souvent critiquée par la hiérarchie catholique. En 1996, l'évêque Fabian Bruskewitz a décrété un interdit et une excommunication automatique contre les membres du groupe dans son diocèse, une excommunication approuvée à Rome par Giovanni Battista Re en 2006. En 2007, l'évêque de Tucson a formellement interdit au groupe de donner des conférences dans les établissements de son diocèse.